# قصر هشت بهشت (تبريز)
قصر هشت بهشت كان أحد المباني التاريخية في مدينة تبريز. تم بناء هذا المبنى في القرن التاسع الهجري في عهد ملوك الآق قويونلو.

## تاريخ
كان هذا القصر أحد المباني المهمة في الفترة الآق قويونلوية والصفوية والقاجارية بشكل خاص. وقد أشار الجغرافيون والرحالة الذين زاروا تبريز منذ القرنين الثالث والرابع الهجريين فصاعداً وكتبوا عن هذه المدينة إلى وجود أبنية وقصور ودور فخمة وجميلة، كثيراً ما بناها السلاطين والأمراء والوزراء، وكانت تُعرف بأسماء مؤسسيها. وقد اختفت بعض هذه المباني مع مرور الزمن ولم يعد لها أي أثر الآن. لقد أصبح بعضها أطلالاً تشهد على عظمتها وروعتها الأصلية، وقليل منها بقي سليماً نسبياً بفضل قرب بنائها واهتمام القائمين عليها.
يعد قصر هشت بهشت أيضًا مثالًا لهذه المباني. ولم يعد هناك أي أثر لهذا القصر، بل يمكننا أن نقول إن وجود مثل هذا المبنى الرائع قد تم نسيانه.

## تاريخ البناء
قصر هشت بهشت، أحد القصور الجميلة والمشهورة في فترة الآق قويونلو، تم بناؤه في عام 1486 بأمر من السلطان يعقوب، ابن الأمير حسن بك، المعروف باسم أوزون حسن. وبطبيعة الحال، هناك قصص مختلفة حول مؤسس هذا القصر. وينسب البعض هذا القصر إلى أوزون حسن، والبعض الآخر إلى ابنه يعقوب. وعلى أية حال فقد تم بناء قصر هشت بهشت الأول في تبريز في القرن التاسع الهجري.

## العمارة
بناءً على الأوصاف الواردة في الكتب، كان هذا القصر عبارة عن مبنى مثمن الشكل أصبح يُعرف فيما بعد باسم هشت بهشت. وكتب اللورد ستانلي، وهو تاجر فينيسي زار هشت بهشت، في وصفه لهذه الحديقة والقصر:

### الزخارف
يقول الرحالة الفينيسي:
وبحسب باربارو، فإنه خلال أوقات السلم، عندما كان الأمير حسن بك يقيم في عاصمته تبريز، كان يعقد بانتظام عدد كبير من الحفلات الترفيهية لتسلية نفسه وحاشيته. وكان قصر هشت بهشت في تبريز أيضًا قصرًا ملكيًا في أوائل العصر الصفوي. وفي عهد الشاه إسماعيل الأول الصفوي، الذي كانت عاصمته تبريز، كثيراً ما نصادف اسم قصر وحديقة هشت بهشت عند ذكر ذلك الملك، حيث كانت تقام الاحتفالات الملكية. يروي أحد الرحالة الفينيسيين: بعد فتح تبريز، نقل الشاه إسماعيل 12 من أجمل الشباب من عائلات تبريز الثرية إلى مقر إقامته في قصر هشت بهشت بتهمة اللواط. وأدت هذه الأفعال إلى ثورة بين أهالي تبريز، وقُتل في هذه الأحداث أكثر من عشرين ألفاً من سكان المدينة. وفي نهاية المطاف، ارتدى أهالي تبريز الثياب الحمراء التي كانت شعار الشاه إسماعيل، وأطاعه أهالي العاصمة والمدن الأخرى.